# Lucjusz Nadbereżny
Lucjusz Nadbereżny (ur. 21 maja 1985 w Stalowej Woli) – polski samorządowiec, polityk, politolog i prawnik. Od 2014 prezydent Stalowej Woli.

## Życiorys
Absolwent Liceum Ogólnokształcącego im. Komisji Edukacji Narodowej w Stalowej Woli. Ukończył politologię na Uniwersytecie Marii Curie-Skłodowskiej, a następnie prawo na Wydziale Zamiejscowym Prawa i Nauk o Społeczeństwie KUL w Stalowej Woli.
W 2006 wstąpił do Prawa i Sprawiedliwości. W latach 2006–2014 przez dwie kadencje był radnym miejskim w Stalowej Woli, pełnił funkcję przewodniczącego klubu radnych PiS. Pracował jako dyrektor biur parlamentarzystów Janiny Sagatowskiej i Antoniego Błądka. Przez niespełna rok był dyrektorem Wojewódzkiego Ośrodka Ruchu Drogowego w Tarnobrzegu, a w 2014 objął stanowisko dyrektora jednego z departamentów w podkarpackim Urzędzie Marszałkowskim w Rzeszowie, gdzie był odpowiedzialny za organizację zadań w jednostce.
W 2014 wystartował w wyborach na urząd prezydenta Stalowej Woli, wygrywając w pierwszej turze głosowania, w której pokonał m.in. ubiegającego się o reelekcję Andrzeja Szlęzaka. Otrzymał 12 005 głosów, co stanowiło ponad 52% poparcia. Zaprzysiężony został 28 listopada 2014. W październiku 2015 został członkiem Narodowej Rady Rozwoju powołanej przez prezydenta Andrzeja Dudę. W 2018 z powodzeniem ubiegał się o reelekcję w wyborach samorządowych na prezydenta miasta. W pierwszej turze głosowania otrzymał 17 136 głosów, co stanowiło blisko 73% poparcia. W wyborach w 2024 został wybrany na trzecią kadencję z wynikiem ponad 72% głosów w pierwszej turze. W październiku tego samego roku wszedł w skład komitetu wykonawczego PiS.
Wszedł w skład komitetu wspierającego kandydaturę Karola Nawrockiego na prezydenta RP w wyborach w 2025.

## Życie prywatne
Syn Ireny i Włodzimierza. Żonaty z Aleksandrą, ma troje dzieci: Miłosza, Gabriela i Anastazję.
Krewny biskupa Jana Sobiły. 

## Odznaczenia i wyróżnienia
- Krzyż Kawalerski Orderu Odrodzenia Polski (2025)[13]
- Złoty Krzyż Zasługi (2017)[14][15]
- Brązowa Odznaka „Zasłużony dla Ochrony Przeciwpożarowej” (2018)[16]
- Medal XXV-lecia NSZZ Policjantów (2015)[17]
- Tytuł „Samorządowiec Roku” podczas XVIII Gali Piłkarskiej Podkarpacka Nike 2019 (2020)[18][19]